# ألبرتين وينر
 ألبرتين لويزا وينر  (بالإنجليزية: Albertine Winner)‏ ( 4مارس 1907 - 13مايو 1988) هي طبيبة ومديرة طبية بريطانية بعد تخرجها من كلية الطب بمستشفى الكلية الجامعية، عملت وينر في مستشفى إليزابيث جاريت أندرسون ، مستشفى الأمهات في كلابتون ، مستشفى مايدا فالي للأمراض العصبية.
خلال الحرب العالمية الثانية ، انضمت إلى الفيلق الطبي للجيش الملكي ، حيث عملت لاحقًا كمستشارة في الخدمة الإقليمية المساعدة. بعد الحرب ، عملت وينر في وزارة الصحة والرعاية الأجتماعية. في وقت لاحق ، عملت مع السيدة سيسي ماري سترود سوندرز في تشكيل أول كلية حديثة في كلية القديس كريستوفر في سيدنهام , لندن . في عام 1967 , تم تعيين وينر قائدة للسيطرة على وسام الإمبراطورية البريطانية . تم انتخابها أيضا رئيسة  لأتحاد النساء الطبيات في عام 1971. توفيت في 13 مايو 1988 في لندن .

## النشأة والتعليم
ألبرتين لويزا وينر ، طفلة  وحيدة ، ولدت في كولسدون ، من لندن إلى ايزيدور وينر وأني ستونكس . كان والدها يهوديا هولنديا يعمل بائع جلود من بلدية فينلو ,مقاطعة ليمبورخ ,وكانت والدتها بريطانية .  في عام 1918 , غير إيزيدور لقب العائلة إلى وينر .
وقد تلقت تعليمًا خاصًا في مدرسة فرانسيس هولاند، وهي مدرسة للبنات في كلارنس جيت في لندن. خلال فترة وجودها هناك تم انتخابها كرئيسة . حصلت وينر على درجة البكالوريوس في العلوم مع مرتبة الشرف في علم وظائف الأعضاء من كلية لندن الجامعية. لعبت أيضًا في فريق التنس بالجامعة. ثم درست وينر الطب في كلية الطب في مستشفى كلية الجامعة، وتخرجت في عام 1933 مع الميدالية الذهبية لجامعة لندن. كانت أول طالبة تفوز بالميدالية .  تابعت هذا مع دكتور في الطب في عام 1934 , وفي العام التالي أصبحت عضوًا في الكليات الملكية للأطباء بالمملكة المتحدة.

## المسار المهني

### الطبيبة والمديرة
بعد التأهل، عملت وينر في مستشفى إليزابيث جاريت أندرسون، ومستشفى الأمهات في كلابتون، ومستشفى مايدا فالي للأمراض العصبية. إهتمت في طب الجهاز العصبي حيث قام بتوجيهها السير فرانسيس والش. كان السير توماس لويس (طبيب قلب) أيضا معلم مهم في وقت مبكر من حياتها المهنية .
في عام 1940 ، خلال الحرب العالمية الثانية ، انضمت إلى فيلق الجيش الملكي الطبي، حيث تمت ترقيتها إلى رتبة عقيد . وكانت وينر مساعدة المدير العام الطبي وكبير طبيبات الخدمة الإقليمية المساعدة.  عينت ضابطة في وسام الإمبراطورية البريطانية تم تكريمها في عام 1946  لخدمتها في زمن الحرب. عملت وينر أيضًا في وقت لاحق كمستشار فخري في الخدمة الإقليمية المساعدة من 1946 إلى 1970. بعد نهاية الحرب وعشية ظهور الخدمة الصحية الوطنية، انضمت وينر إلى وزارة الصحة عام 1947 كأول نائبة لرئيسة طبية لها ، وهو منصب ستعمل فيه خلال العشرين عامًا القادمة. طوال حياتها المهنية، كانت مهتمة بعلاج المرضى المصابين بأمراض مزمنة ، بالإضافة إلى الاهتمام العام برفاهية المرضى.
في عام 1959 ، أصبحت زميلة في الكلية الملكية للأطباء، بين عامي 1965 و 1968 ، كانت طبيبة فخرية للملكة. كرمت في عام 1967 ، وعينت كقائدة سيدة لأمر الإمبراطورية البريطانية ، كما عينت كزميلة لليناكر في الكلية الملكية للأطباء ، وهي المنصب الذي شغلته من عام 1967 إلى عام 1978. أثناء خدمتها في هذا المنصب ، لعبت وينر دورًا رئيسيًا في تطوير وظائف التدريب الطبي للدراسات العليا للجنة المشتركة للتدريب الطبي العالي.

## مهنة لاحقة وحركة التكية
بعد تقاعدها من مهنة الطب في عام 1967 ، طلبت سيسلي سوندرز مساعدتها المالية في تأسيس أول تكية حديثة . كانت وينر متخوفة في البداية ولكنها سرعان ما رأت أهميتها وساعدت في تأسيس مستشفى سانت كريستوفر في سيدينهام، لندن ، وأشرفت على بنائه وعملت نائبة مديرها الطبي عندما افتتحت عام 1967. وقدمت التوجيه بناءً على اهتمامها برفاهية المرضى والخبرة السريرية. استفادت من اهتمامها وتجربتها في علاج الاضطرابات العصبية لتطوير العلاج الملطف لأمراض الخلايا العصبية الحركية. أصبحت وينر في وقت لاحق رئيسًا لها في عام 1973 ، ورئيسًا في عام 1985. كما كانت عضوًا في مجلس مؤسسة المعاقين الخيرية، نائب رئيس اتحاد الدفاع الطبي، وعملت كرئيسة لاتحاد النساء الطبي بين عامي 1971 و 1972 ، وأصبحت زميلة في كلية طب المجتمع ( الآن كلية الصحة العامة) عام 1974 .

## الحياة الشخصية
كانت مهتمة بالفن، جمعت مطبوعات يابانية قيمة. وإهتمت أيضا في السفر والرياضة والأوبرا. واعتبرت نفسها «ملحدًا بالتعاطف» عندما انضمت إلى مؤسسة القديس كريستوفر المسيحية. في سنواتها الأخيرة ، ثم عادت إلى دين والدها اليهودي .

توفيت في 13 مايو 1988 في دار رعاية لانكستر لودج في ويمبلدون ، لندن ، عن عمر يناهز 81 عامًا .